# Apsilochorema hrasvam
Apsilochorema hrasvam är en nattsländeart som beskrevs av Schmid 1970. Apsilochorema hrasvam ingår i släktet Apsilochorema och familjen Hydrobiosidae. Inga underarter finns listade i Catalogue of Life.